# Khuếch đại âm thanh

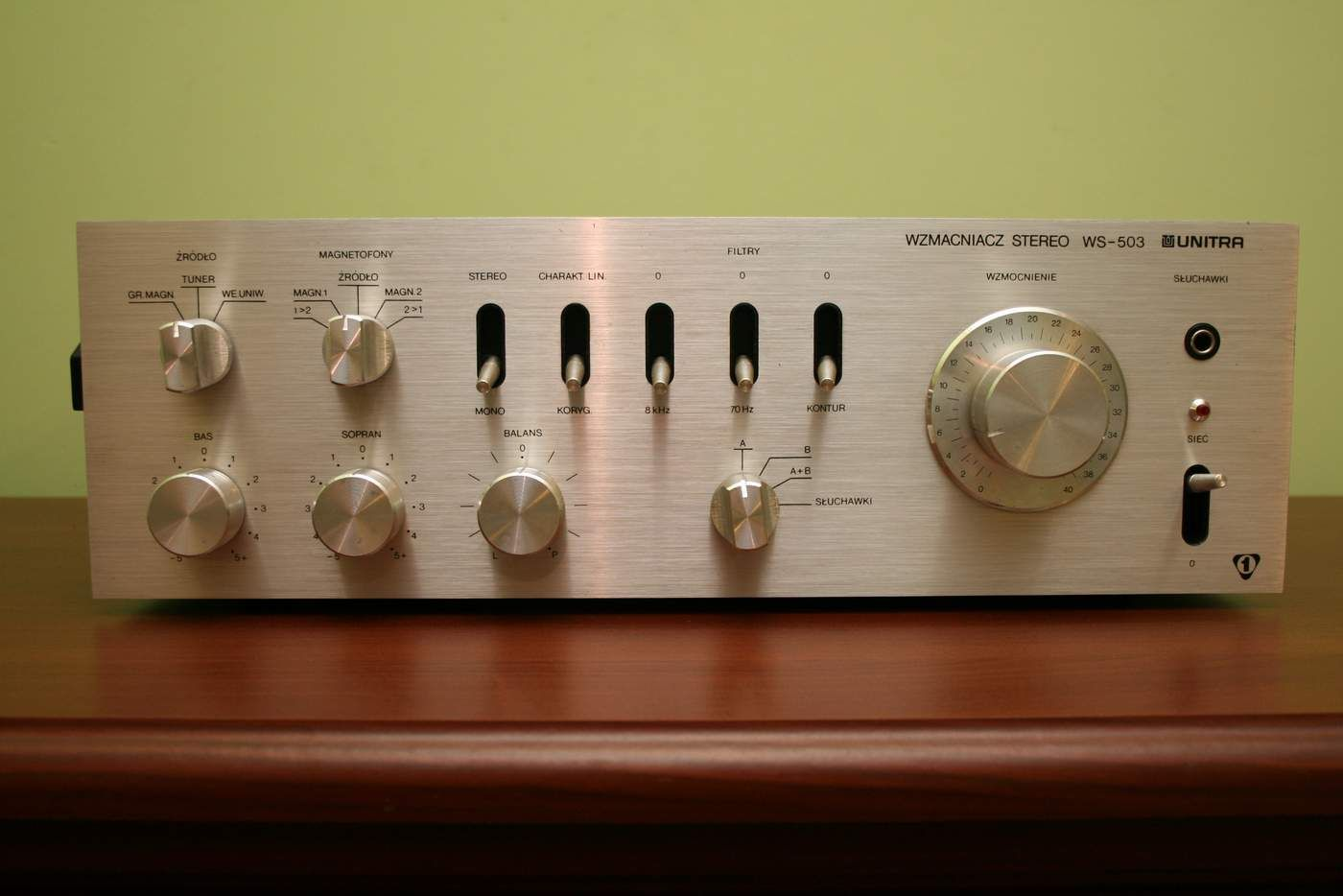
Tăng âm stereo của hãng Unitra.

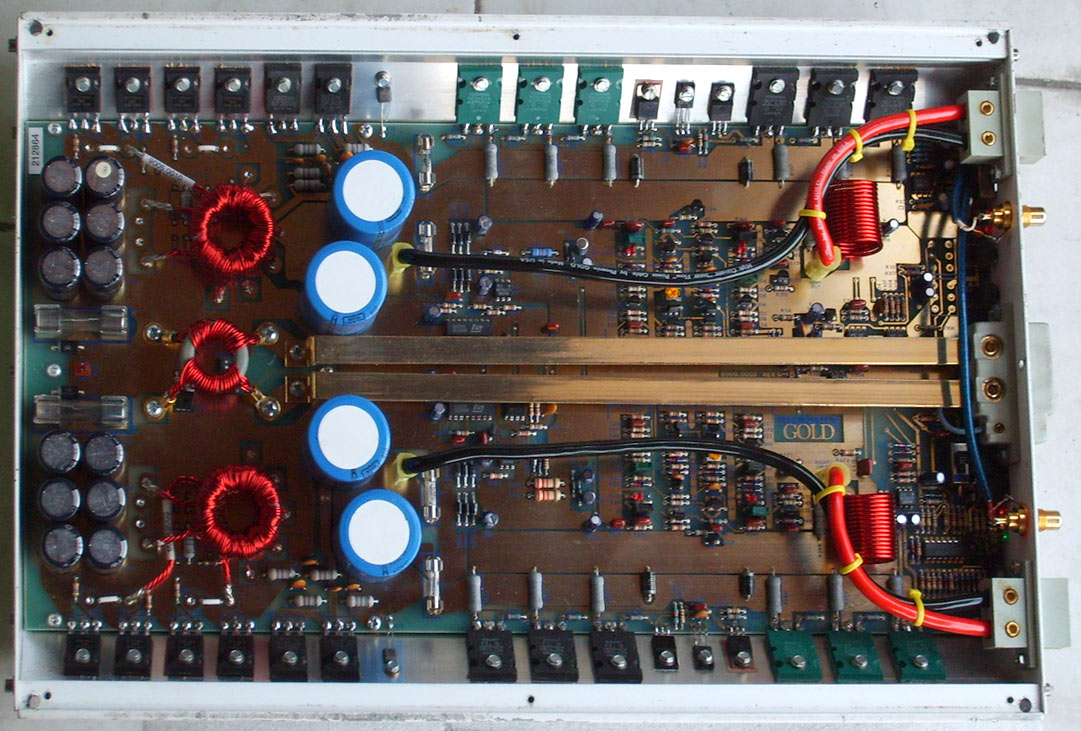
Bảng mạch của một tăng âm stereo.

Khuếch đại âm thanh còn gọi là tăng âm, ampli điện, là một loại khuếch đại điện tử thực hiện khuếch đại tín hiệu âm thanh điện tử năng lượng thấp, để thu được tín hiệu có công suất lớn hơn, đủ để vận hành thiết bị hoặc linh kiện khác, đặc biệt là thiết bị tái tạo âm thanh từ năng lượng điện đó .
Thông thường các khuếch đại âm thanh bố trí thu nhận từ nguồn tín hiệu như microphone, cảm biến âm thanh trong hộp nhạc cụ, mạch hoàn nguyên tín hiệu số DAC, đầu đọc tín hiệu ở băng từ, Cassette, đĩa CD, mạch tách sóng của máy thu thanh thu hình,...
Dải tần số âm thanh hiện được quy ước là từ 20 Hz đến 20 kHz. Một số khuếch đại âm thanh có băng tần mở rộng đến 44 kHz để khuếch đại tín hiệu mang stereo.
Phân loại theo vị trí trong hệ thống thu ghi và tái tạo âm thanh thì có:
- Tên gọi "tăng âm", "ampli điện" thường dùng để chỉ khuếch đại có công suất ra đáng kể, từ chục mW đến cỡ KW và xuất ra tai nghe, loa,... để tái tạo âm thanh. Các khuếch đại cụ thể thường có giới hạn tần thấp lớn hơn 20 Hz tùy theo khả năng tái tạo âm thanh của loa, và giá trị này có thể đến 50 - 100 Hz trong các máy thu thanh bỏ túi.
- Khuếch đại điện áp trong dải tần âm thanh thì xuất tín hiệu ngõ ra tới mạch số hóa tín hiệu ADC, mạch phân tích âm thanh để điều khiển các dàn đèn hay vòi phun nước,... để tạo hiệu ứng ánh sáng hay tia nước. Trước đây tín hiệu còn được đưa tới mạch ghi âm lên băng ghi từ tính analog như trong Cassette.
- Tiền khuếch đại bố trí ở vị trí nguồn tín hiệu như microphone, cảm biến âm thanh,... để tăng mức tín hiệu trước khi truyền đến thiết bị tiếp nhận.